# Acebuchales de La Campiña Sur de Cádiz
Acebuchales de La Campiña Sur de Cádiz este o arie protejată (arie specială de conservare — SAC, sit de importanță comunitară — SCI) din Spania întinsă pe o suprafață de 26.488,4 ha, integral pe uscat.

## Localizare
Centrul sitului Acebuchales de La Campiña Sur de Cádiz este situat la coordonatele 36°27′22″N 5°47′28″W / 36.456°N 5.791°V.

## Înființare
Situl Acebuchales de La Campiña Sur de Cádiz a fost declarat sit de importanță comunitară în aprilie 1999 pentru a proteja 2 specii de plante și 36 de specii de animale. Situl a fost protejat și ca arie specială de conservare în ianuarie 2015.

## Biodiversitate
Situată în ecoregiunea mediteraneană, aria protejată conține 17 habitate naturale: Tufărișuri termo-mediteraneene și de pre-deșert, Râuri mediteraneene cu debit intermitent, cu specii de Paspalo-Agrostidion, Dune cu tufărișuri sclerofile Cisto-Lavenduletalia, Păduri termofile cu Fraxinus angustifolia, Terase mlăștinoase și terase nisipoase neacoperite de apă la reflux, Formațiuni stabile xerotermofile de Buxus sempervirens pe pante stâncoase (Berberidion p.p.), Dune de coastă cu Juniperus spp., Galerii și tufărișuri riverane sudice (Nerio-Tamaricetea și Securinegion tinctoriae), Salicornia și alte specii anuale care populează regiunile mlăștinoase și nisipoase, Tufărișuri halofile mediteraneene și termo-atlantice (Sarcocornetea fruticosi), Iazuri temporare mediteraneene, Pseudostepă cu ierburi și specii anuale de Thero-Brachypodietea, Dehesas cu Quercus spp. perene, Pajiști umede mediteraneene cu ierburi înalte de Molinio-Holoschoenion, Păduri de Quercus suber, Râuri cu maluri nămoloase cu vegetație de Chenopodion rubri p.p. și Bidention p.p., Păduri de Olea și Ceratonia.
La baza desemnării sitului se află mai multe specii protejate:
- plante (2): Hymenostemma pseudanthemis, Narcissus viridiflorus
- păsări (28): Aquila adalberti, stârc galben (Ardeola ralloides), buha (Bubo bubo), prundăraș de sărătură (Charadrius alexandrinus), barză albă (Ciconia ciconia), barză neagră (Ciconia nigra), șerpar (Circaetus gallicus), erete de stuf (Circus aeruginosus), erete vânăt (Circus cyaneus), erete cenușiu (Circus pygargus), egretă mică (Egretta garzetta), Elanus caeruleus, Falco naumanni, Galerida theklae, vulturul pleșuv sur (Gyps fulvus), Hieraaetus fasciatus, acvilă pitică (Hieraaetus pennatus), piciorong (Himantopus himantopus), ciocârlie de pădure (Lullula arborea), ciocârlie de bărăgan (Melanocorypha calandra), gaia neagră (Milvus migrans), stârc de noapte (Nycticorax nycticorax), viespar (Pernis apivorus), flamingo roz (Phoenicopterus roseus), lopătar (Platalea leucorodia), ciocântors (Recurvirostra avosetta), mărăcinar negru (Saxicola torquatus), spârcaci (Tetrax tetrax)
- amfibieni (1): Discoglossus jeanneae
- mamifere (1): vidră de râu (Lutra lutra)
- nevertebrate (1): Apteromantis aptera
- pești (3): Aphanius baeticus, Aphanius iberus, Petromyzon marinus
- reptile (2): țestoasa de baltă (Emys orbicularis), Mauremys leprosa

Pe lângă speciile protejate, pe teritoriul sitului au mai fost identificate 50 de specii de plante, 22 de specii de păsări, 8 specii de amfibieni, 5 specii de mamifere, 1 specie de nevertebrate, 2 specii de pești, 1 specie de reptile.